# 瑞昌マスターズ
瑞昌マスターズ（ルイチャンマスターズ、Ruichang China Masters）は、2018年から中国で開催されている、バドミントンの国際大会。大会グレードはBWFワールドツアースーパー100。2019年までは陵水マスターズとして知られていたが、2023年に開催都市が瑞昌市に移されたことで瑞昌マスターズとなった。

## 優勝選手
| 年   | 男子シングルス | 女子シングルス | 男子ダブルス  | 女子ダブルス                                  | 混合ダブルス  |
| ---- | -------------- | -------------- | ------------- | --------------------------------------------- | ------------- |
| 2025 | 孫超           | 張芸曼         | 陳永鋭 陳喆涵 | 陳笑菲 馮雪穎                                 | 鄧俊文 吳芷柔 |
| 2024 | 王正行         | 杉山薫         | 譚強 周昊東   | ラクシカ・カンラハ ファタイマス・ムエンウォン | 周志宏 楊嘉怡 |
| 2023 | 孫飛翔         | 林湘緹         | 陳柏陽 劉毅   | 陳笑菲 馮雪穎                                 | 蒋振邦 魏雅欣 |
| 2019 | 翁泓陽         | 金佳恩         | 李哲輝 楊博軒 | 白荷娜 金慧麟                                 | 鄧俊文 吳芷柔 |
| 2018 | 林祐賢         | 李雪芮         | 韓呈愷 周昊東 | 杜玥 李茵暉                                   | 郭新娃 劉玄炫 |